# Okręt (Dolina Kobylańska)
Okręt – skała w Dolinie Kobylańskiej na Wyżynie Olkuskiej, w gminie Zabierzów, powiecie krakowskim, województwie małopolskim. Znajduje się w środkowej części doliny, gdzie wysoko wznosi się w jej orograficznie lewych zboczach. Okręt znajduje się wśród drzew, ale jest widoczny ze ścieżki turystycznej wiodącej dnem doliny. U jego północno-zachodniego podnóża, w zaroślach, znajduje się skała Żabka.
Dolina Kobylańska jest jednym z najbardziej popularnych terenów wspinaczki skalnej. Zbudowana z wapieni turnia Okręt ma wysokość 12–20 m, miejscami połogie, miejscami pionowe lub przewieszone ściany z filarem, kominem i zacięciem. Wspinacze skalni zaliczają ją do Grupy Okrętu i opisują jako Okręt I, Okręt II, Mur pod Okrętem I, Mur pod Okrętem II. Poprowadzili na niej 9 dróg wspinaczkowych o trudności od IV do VI.5 w skali Kurtyki. Mają wystawę zachodnią, północno-zachodnią i południową. Wszystkie mają zamontowane stałe punkty asekuracyjne: ringi (r) i stanowisko zjazdowe (st). Drogi opisane w portalu jako Mur pod Okrętem I i Mur pod Okrętem II P. Haciski opisuje jako odrębną Ścianę naprzeciw Okrętu.
W tylnej ścianie pod Okrętem znajduje się schronisko Dziura w Rufie.

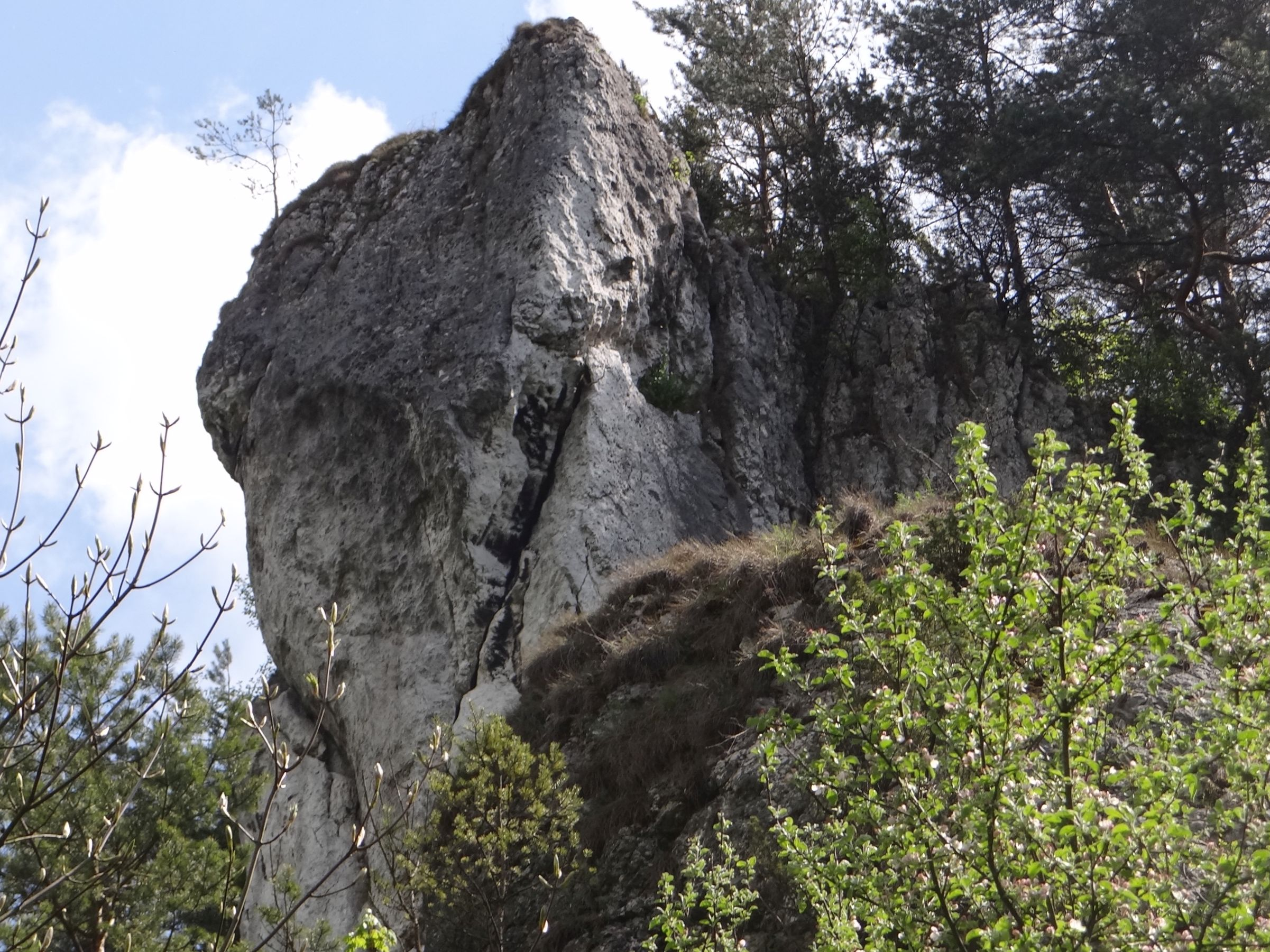
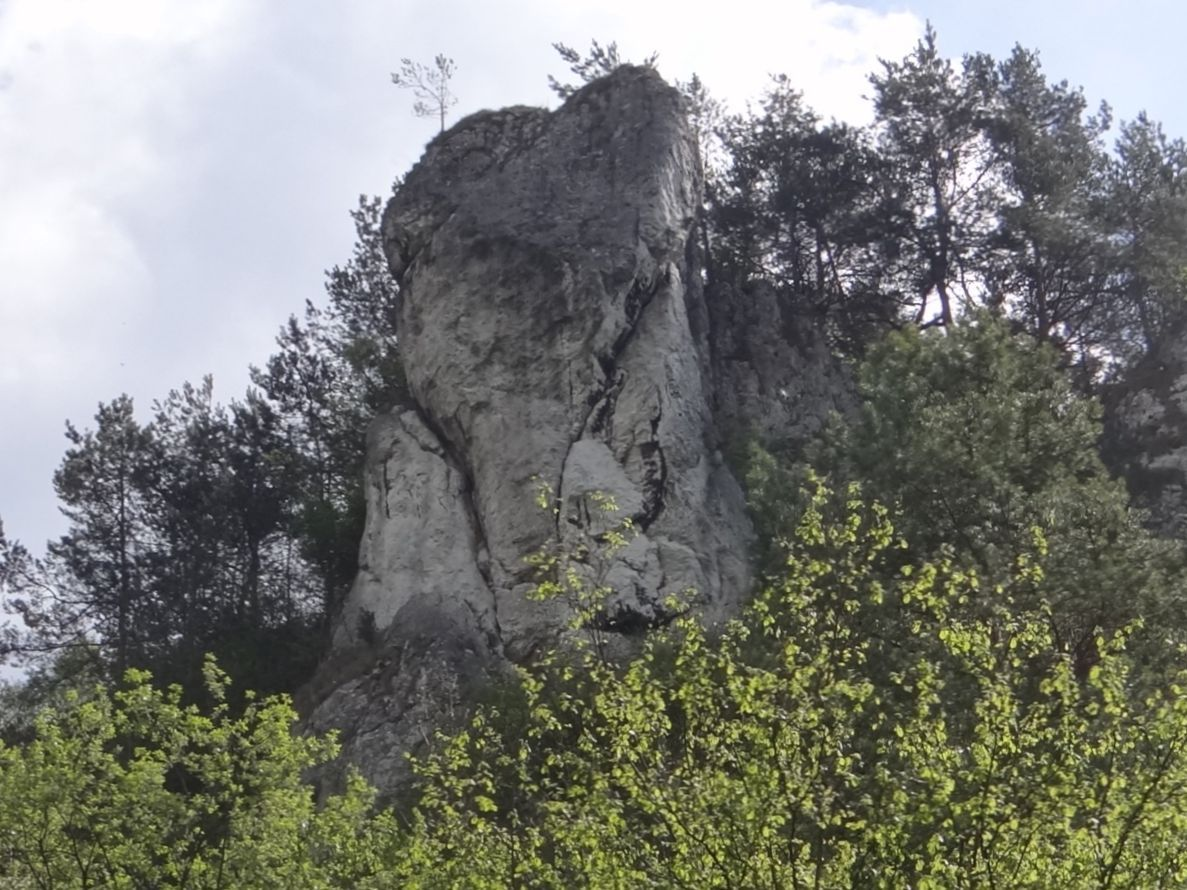
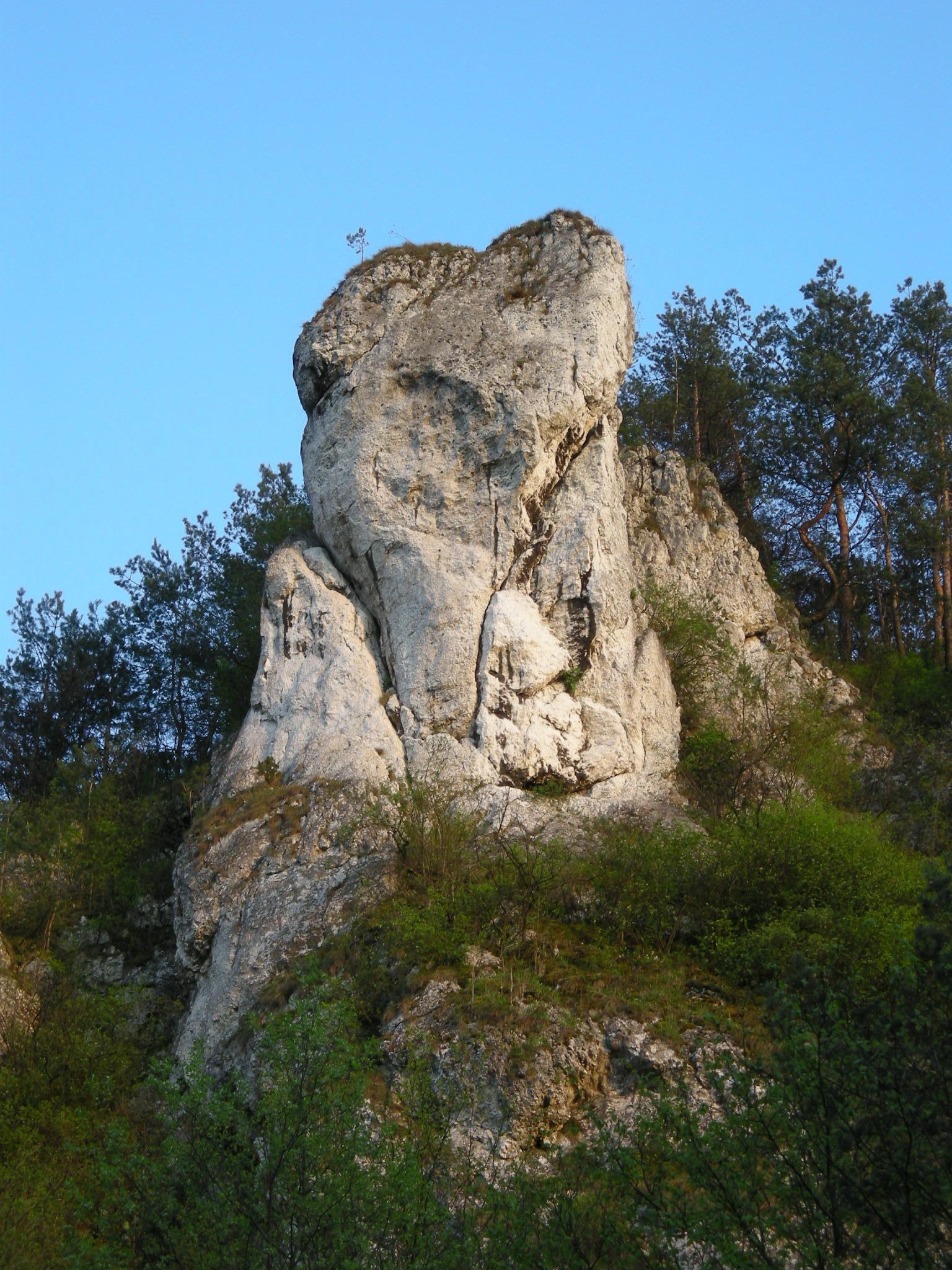
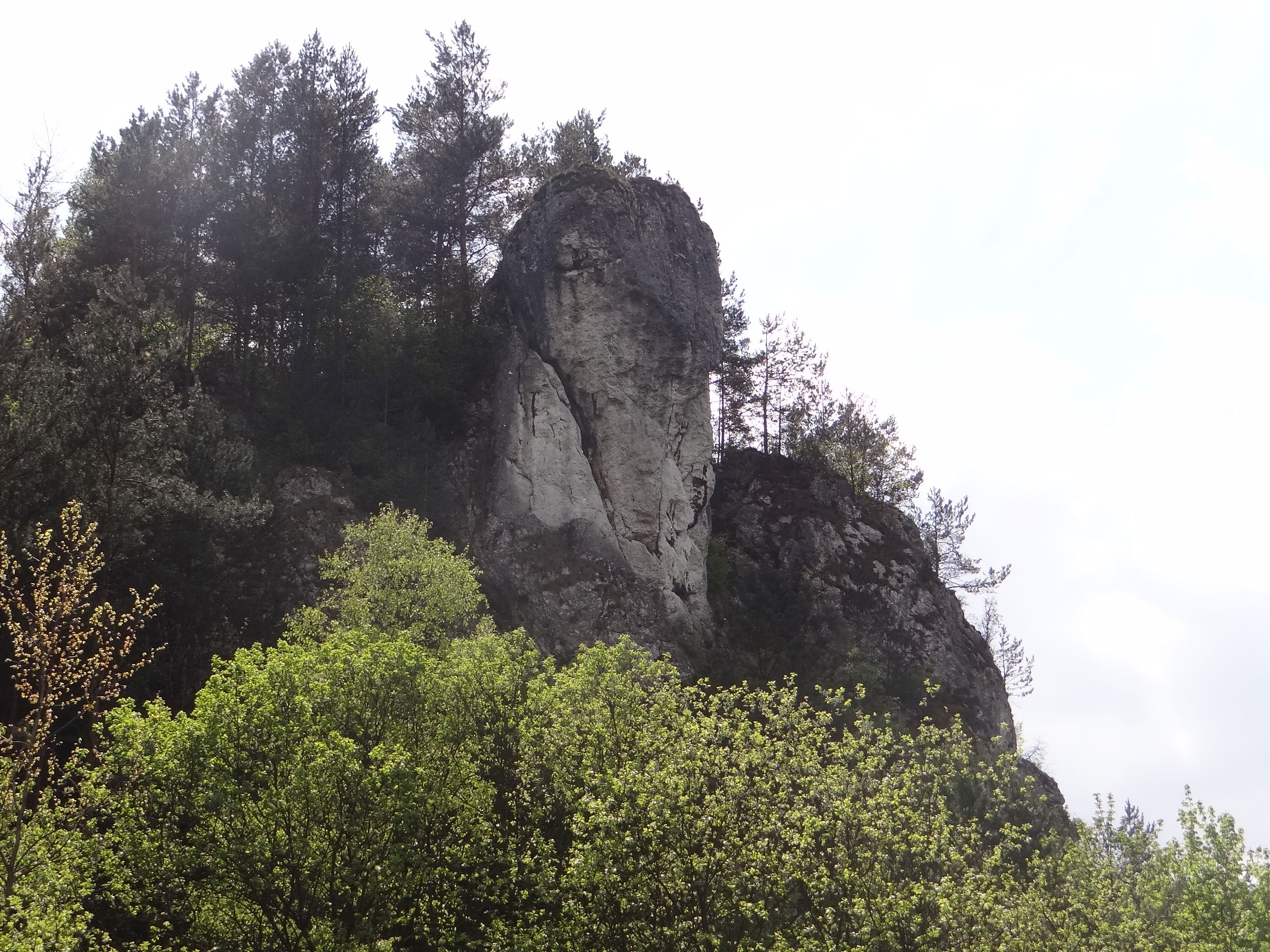
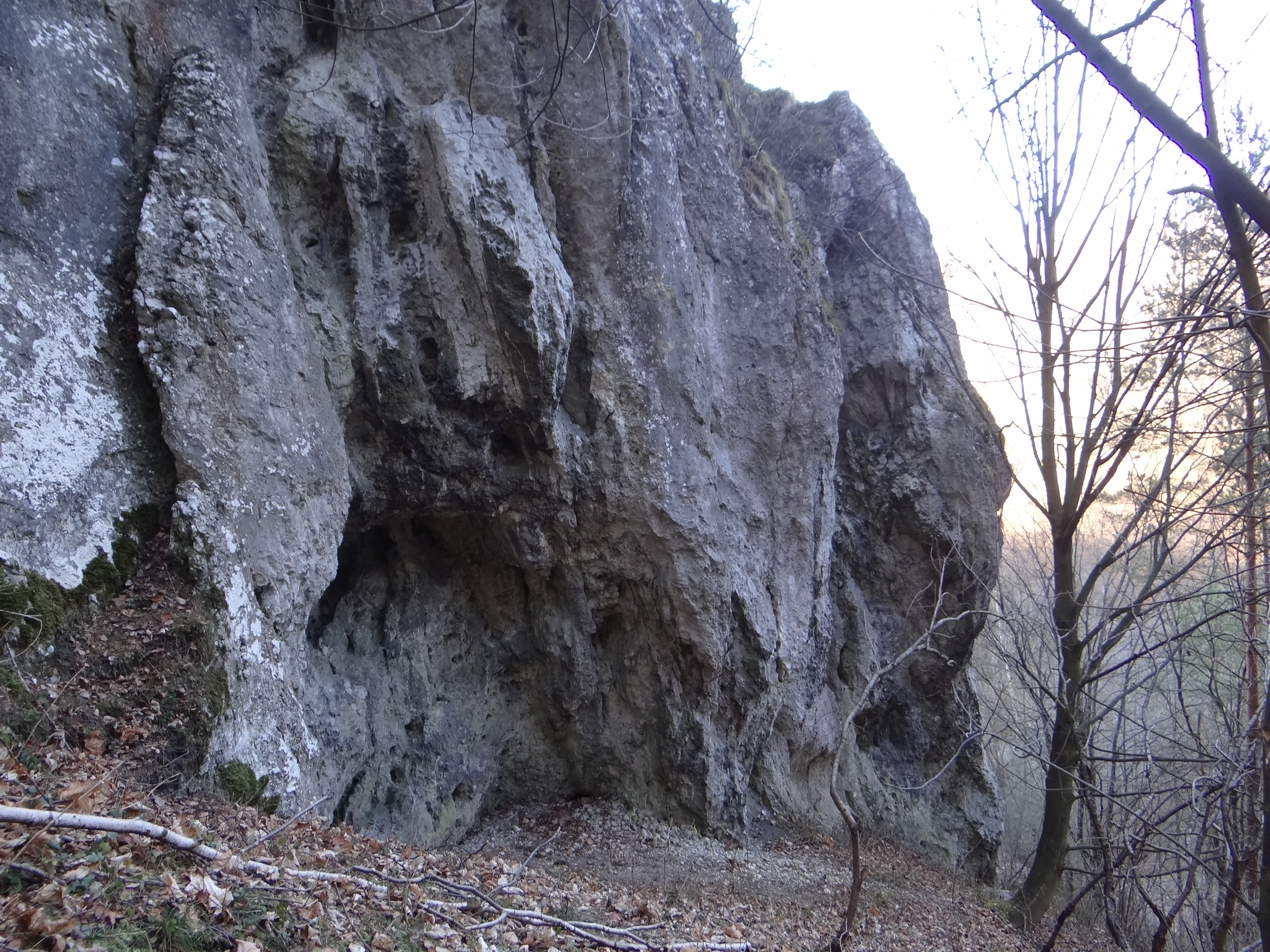
Mur pod Okrętem

## Drogi wspinaczkowe
Okręt I
1. Langenort; VI.1+, 6r + st, 20 m
2. Lewy okręt; V-, 2h, 16 m
3. Trwoga ginekologa; VI.5, 7r + st, 16 m
4. Prawy kant Okrętu; VI.1, 6r + st, 16 m
5. Kołkowa rysa; VI-, 3r, 16 m

Okręt II
1. Prawy kant Okrętu; VI.1, 6r + st, 16 m
2. Kołkowa rysa; VI-, 4r, 16 m
3. Prawy okręt; V+, 16 m
4. Strachy na lachy; VI.2, 6r + st, 16 m[3].